# Tango Bar (película de 2024)
Tango Bar es una película de 2024 de la directora venezolana Gibelys Coronado, basada en la novela homónima de Francisco Villarroel, con fotografía de César Bolívar.
La película se estrenó en la ceremonia de clausura del 10º edición del Festival Internacional de Cine de Rajastán el 31 de enero de 2024 en la sala de teatro The Gem Cinema, MI Road, Jaipur, Rayastán, India, donde ganó el premio a la mejor película. La película tuvo su estreno en los cines de Venezuela el 7 de marzo de 2024.
En su recorrido por eventos internacionales, la película participó en la 7ª edición del Festival Internacional de Cine de Santander (SANFICI), en la 28º edición del Festival Regional e Internacional de Cine de Guadalupe (FEMI), en la 12° edición del Festival de Cine de Jagran y en la 36° edición del Festival de Cinema de Girona. La actriz Jeska Lee Ruiz recibió el premio a Mejor Actriz Secundaria del Festival de Cine entre Largos y Cortos de Oriente.I

## Sinopsis
María, una joven que quería convertirse en modelo de moda, es engañada para viajar al extranjero, creyendo que va a cumplir su sueño de fama internacional, cuando llega al país de destino, se da cuenta de que ha sido traficada con fines de explotación sexual. En el Tango Bar, el dueño del prostíbulo Rubén la somete con violencia, pero María nunca abandona su deseo de recuperar su libertad.

## Elenco
- América Zerpa como María y Malena
- Ramón Roá como Rubén
- Francisco Villarroel como Edmundo
- Jeska Lee Ruiz como Pechugona
- Amneris Treco como Gringa
- Ana Sofía Rodríguez como Cartagena
- Juliana Cuervos como Amapola
- Yeimmy Rodríguez como Azavache
- Henry Soto como Magistrado
- Carlos González como Cliente